# The Chauffeur
Pour les articles homonymes, voir Chauffeur.
Pistes de Rio
Save a Prayer
(9)
The Chauffeur est une chanson du groupe britannique Duran Duran, présente sur leur 2e album studio, Rio, sorti en 1982. Les paroles furent d'abord écrites par Simon Le Bon sous forme de poème en 1978, deux ans avant qu'il n'intègre le groupe. À l'origine, deux versions différentes de la chanson sont enregistrées par Duran Duran, et la chanson a été reprise par au moins trois autres artistes. Deux clips de la chanson sont réalisés à différentes périodes et par différents réalisateurs. Contrairement à l'habitude du groupe, le titre de la chanson n'apparaît nulle part dans les paroles de celle-ci, mais le refrain a été quant à lui utilisé par Duran Duran à deux reprises, une fois en tant que titre d'une vidéo de tournée et une seconde fois en tant que titre d'un livre.

## Historique
L'origine des paroles de The Chauffeur fait désormais partie de la « légende » de Duran Duran. En mai 1980, alors que le groupe travaillait pour Paul et Michael Berrow, à l'époque les gérants de la boîte de nuit Rum Runner à Birmingham, une des barmaids recommande son ex-petit ami pour être le nouveau chanteur du groupe. Simon Le Bon passe une audition en mai 1980, emmenant avec lui un cahier de poèmes et de paroles de chansons, dont les paroles d'une chanson qui allait devenir The Chauffeur.
Plusieurs versions sont enregistrées par le groupe. La première figure en dernière position de l'album Rio. La seconde, The Chauffeur (Blue Silver), est une version acoustique qui apparait en face B du single de la chanson Rio sorti le 1er novembre 1982 au Royaume-Uni et en mars 1983 aux États-Unis. Par ailleurs, le groupe enregistrera plus tard une reprise intitulée Drive By, présente sur leur album de reprises Thank You sorti en 1995.
Le mot chauffeur n'apparaît à aucun moment dans les paroles de la chanson, par contre la chanson est écrite du point de vue de quelqu'un qui conduit une autre personne, une femme, lors d'une chaude journée.
Certaines versions de la chanson contiennent un monologue à la fin de la chanson, prononcés sotto voce par un homme. Ce monologue est extrait d'un enregistrement d'histoire naturelle - l'homme parlant d'insectes dans l'herbe.
Le refrain de la chanson a été utilisé par le groupe pour le film vidéo qui couvrait leur tournée de 1983-84. Un livre du même nom a aussi été produit comme support de la tournée, présentant des photographies par le photographe officiel de la tournée Denis O'Regan.
Le son de flûte que l'on entend vers la fin de la chanson est un ocarina et est joué par Simon Le Bon.

## Clip

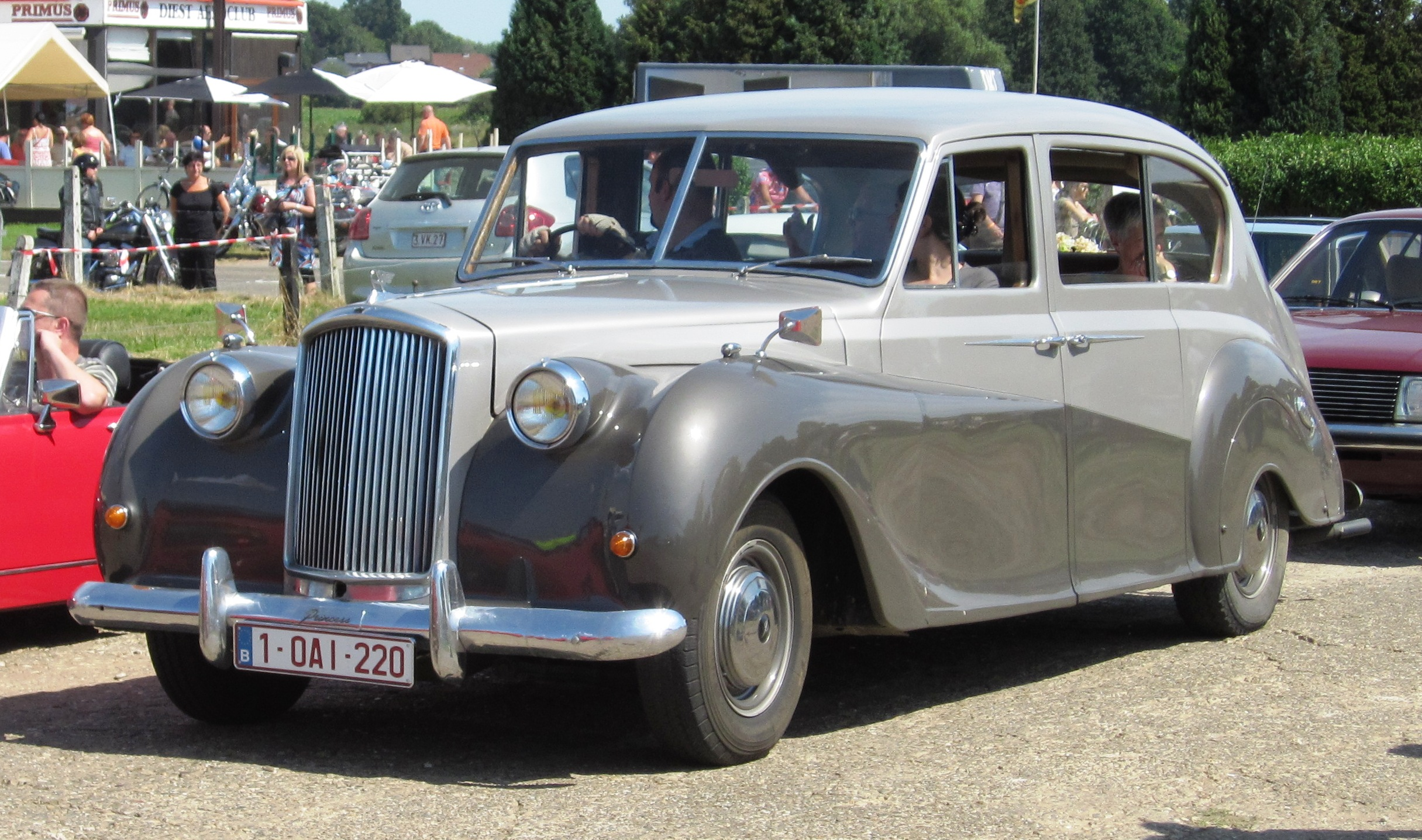
Une Austin Princess limousine

Le clip a été réalisé par Ian Emes, un dessinateur d'animation et réalisateur de Birmingham connu pour son travail avec Pink Floyd.
The Chauffeur est l'un des deux titres de l'album Rio n'étant pas sorti en single qui a eu droit à un clip. Aucun membre du groupe n'apparaît dans le clip. En noir et blanc et très fortement inspiré de l'imagerie fétichiste de l’œuvre du photographe Helmut Newton, le clip raconte une sorte de rêverie érotique de deux femmes très belles et mystérieuses que l'on voit se glisser dans un rituel de lingerie fine et élaborée avant de traverser les rues et couloirs sombres de Londres pour se rendre séparément dans un parking abandonné à un rendez-vous lesbien de danse érotique. Le final dévoile un chauffeur féminin qui se déshabille et exécute une danse sensuelle les seins nus. Le clip est clairement un hommage à la danse sensuelle et fétichiste de Charlotte Rampling dans le film italien Portier de nuit de Liliana Cavani (1974) ,,.
L'une des deux jeunes femmes est vêtue de lingerie et est conduite par un chauffeur en uniforme dans une Vanden Plas Princess limousine pendant que l'autre femme, vêtue elle aussi de lingerie fine, se prépare dans une somptueuse suite d'hôtel. Les deux femmes se retrouvent à la fin dans un parking souterrain désert et se mettent à danser ensemble (comme Charlotte Rampling dans Portier de nuit).
Les membres de Duran Duran n'apparaissent pas dans cette vidéo.
Le clip apparaît sur l'album vidéo Duran Duran (en) en 1983, puis sur les éditions VHS puis DVD de Greatest en 1999 et 2003.

## Liste des titres
Tous les titres sont écrits par Duran Duran.

### 7" deRio: EMI (Royaume-Uni)
1. Rio – 4:40
2. The Chauffeur (Blue Silver) – 3:48

### CD single deCome Undone: Capitol Records (États-Unis, 1993)
1. Come Undone (US Remix) – 4:20[4]
2. Falling Angel – 3:54
3. To the Shore (alternate version) – 4:03
4. The Chauffeur (Blue Silver) – 3:50

### CD dubox setThe Singles 1981-1985
1. Rio (Part 1) – 5:11
2. The Chauffeur (Blue Silver) – 3:48
3. Rio (Part 2) – 5:29
4. My Own Way (remix) – 4:34

## Crédits

### Version album
Duran Duran
- Simon Le Bon : chant, ocarina
- Nick Rhodes : claviers, synthétiseurs
- Andy Taylor : guitare, chœurs
- John Taylor : basse, chœurs
- Roger Taylor : batterie

Autres
- Colin Thurston : producteur

### VersionDrive by
Duran Duran
- Simon Le Bon : chant, ocarina
- Nick Rhodes : claviers, synthétiseur
- John Taylor : guitare basse, chœurs
- Warren Cuccurullo : guitare

Autres
- Terry Bozzio : batterie
- Lamya : chœurs

## Reprises
- Deftones en font une reprise sur leur compilation B-Sides & Rarities (2005) et présente dans le Resident Evil: Apocalypse (2004)[5] et sur l'album The Duran Duran Tribute Album.
- Le groupe d'ambient américain Sleepthief a enregistré sa version de The Chauffeur parue sur l'album The Dawnseeker en 2006[6] Sleep thief a enregistré dix remix de la chanson, qui furent distribués dans un album sur iTunes en 2007[7]. Sleepthief a aussi réalisé un clip pour la sortie de leur single de The Chauffeur.
- Le groupe de metal gothique italien The LoveCrave a repris la chanson sur son album The Angel and the Rain.
- Sneaker Pimps - British trip-hop band Sneaker Pimps recorded the cover of The Chauffeur for a various artist album Meli-Melo
- Josh Gabriel, du duo Gabriel & Dresden, a fait sa propre version sur son projet Josh Gabriel Pres. Winter Kills - Winter Kills sorti en juin 2011.
- Les groupes canadiens The Hidden Cameras et Snowblink ont collaboré à l'enregistrement d'une reprise pour la compilation Arts & Crafts: X[8].
- Le groupe de rock américain Warpaint a enregistré une reprise, sortie en juin 2014 chez Modern Records.
- Le groupe punk biélorusse Brutto en fait une reprise sur son album Underdog (2014).

## Dans la culture populaire
La chanson est présente dans le film américain Greenberg sorti en 2010.
On la retrouve également dans Laurence Anyways, film réalisé par Xavier Dolan sorti en 2012.
Elle apparaît dans le 8e épisode de la série Netflix Le Décaméron sortie en 2024.